# 徐文瀚
徐文瀚（1900年5月26日—1967年5月12日），川劇表演藝術家，藝名小財神。四川省鄰水縣人。

## 經歷[1][2]
- 幼孤家貧，乞討度日。十歲進雲和科班學藝，攻黑淨。首演《長亭鍘侄》而初露頭角。後拜川劇名淨劉財神為師，深得劉的做功真傳，技藝日增。曾演出《財神圖》中《搬洞打珠》一折，遂以「小財神」成名。此後輾轉演出於川南、川北、重慶、貴州等地，名聲大振。
- 1950年參加重慶實驗川劇院，歷任該院一、二、三團團長，重慶市青年演員進修班主任，重慶市川劇院戲曲訓練班主任，重慶市政協委員。
- 1952年參加全國人民赴朝慰問團去朝鮮慰問演出
- 1954年參加全國赴藏慰問團。
- 1956年親授本院學員唐少林《單刀會》一劇，參加四川省第一屆青少年匯演大會，獲一等獎，被授以教師特別榮譽獎。
- 1959年起在重慶市川劇院專事藝術教育工作。他戲路較廣，擅演紅淨關羽戲《單刀會》、《挑袍》、《水淹七軍》、《戰長沙》、《水擒龐德》等。也演靠把老生戲如《傳槍踏營》中的楊艾、《定軍山》中的黃忠、《戰袁林》中的鮑叔牙，架子花臉戲如《搬洞打珠》中的財神趙公明等。所演各類人物性格鮮明、傳神。功架身段富有雕塑美，能做到穩、准、漂、帥，有大將和神的風儀，創虎掌、刀掌、屯掌、箭指等表演程式。蹬、打做功堅實有力，其表演藝術有「徐派」之稱。